# Silnice I/49 (Slovensko)
Silnice I. třídy 49 (I/49) je silnice I. třídy v severozápadní části Slovenska, která prochází výhradně územím okresu Púchov. Na území Slovenska měří 26.516 km. Do Česka pokračuje pod stejným označením jako I/49. V budoucnosti bude kopírovaná R6.

## Průběh
Na území Slovenska začíná v Lyském průsmyku, na hraničním přechodu Lysá pod Makytou, odkud pokračuje nejdříve na severovýchod. Sleduje tok potoka Lysky, prochází osadou Strelenka a následně míjí odbočku do osady Dešná (III/1935). Potom pokračuje východním směrem přes obec Lysá pod Makytou, postupně se stáčí na jihovýchod a probíhá údolím říčky Biela voda. Odbočuje silnice III/1936 do obce Lazy pod Makytou, prochází obcí Lúky a následně opět odbočuje silnice III/1938 do obce Vydrná. Dále prochází obcemi Záriečie a Mestečko, tady odbočuje nejdříve silnice III/1939 do osady Zbora, potom i silnice III/1940 do osady Mostište a silniční komunikace prochází obcí Dohňany. Vzápětí silnice I/49 vstupuje na území města Púchov, nejdříve prochází městskou částí Vieska-Bezdedov, následně vede i intravilánem města, kde se na významné křižovatce setkává se silnicí II/507. Pokračuje po nově vybudovaném obchvatu města na levém břehu Váhu severojižním směrem, dále přetíná původní (starou) silnici I/49 (v současnosti kategorizovaná jako I/49A) a z východu obchází obec Beluša. Potom sa kříží se silnicí I/61 a dálničním přivaděčem se připojuje na dálnici D1.